# Anopheles heiheensis
Anopheles heiheensis är en tvåvingeart som beskrevs av Ma 1981. Anopheles heiheensis ingår i släktet Anopheles och familjen stickmyggor. Inga underarter finns listade i Catalogue of Life.